# University of Alabama
University of Alabama, UA, är ett  universitet i Tuscaloosa i Alabama i USA, grundat 1831. Universitetet har 34000 studenter. Idrottslaget kallas för Crimson Tide.

## Alumner
| Fysiker - Robert Van de Graaff Företagsledare - Marillyn A. Hewson Författare - Harper Lee - Brad Watson Idrottare - Jason Caffey - J.D. Davison - David Robertson - Tua Tagovailoa | Matematiker - Jenny Harrison Politiker/offentlig förvaltning - Clement Claiborne Clay - James Eastland - Bibb Graves - Garret Graves - Roy Moore - Emmet O'Neal - Claude Pepper - Don Siegelman - Henry B. Steagall - James Thorington - Fielding L. Wright |